# Badackvet
 (avril 2025).
Si vous disposez d'ouvrages ou d'articles de référence ou si vous connaissez des sites web de qualité traitant du thème abordé ici, merci de compléter l'article en donnant les références utiles à sa vérifiabilité et en les liant à la section « Notes et références ».
Badackvet, aussi appelé Dackvet est un village du Cameroun et une chefferie de 3e degré de la commune de Bandja dans le Haut-Nkam et la Région de l'Ouest. La langue locale se nomme le Fe'efe'e.
Sa majesté Rodrigue Kéou Tchoupe est le chef actuel de Badackvet depuis Août 1997. Il s'agit du 10e roi. Il a succédé à son père Joseph Kéou.